# Liste des cardinaux créés par Boniface VIII
Au cours de son pontificat de 1294 à 1303, le pape Boniface VIII a créé 15 cardinaux dans 5 
consistoires.

## 1295
- Benedetto Caetani, iuniore (cardinal-diacre de Ss. Cosma e Damiano)

## 17 décembre 1295
- Giacomo Tomassi-Caetani, O.F.M., ancien évêque d'Alatri (cardinal-prêtre de S. Clemente)
- Francesco Napoleone Orsini, neveu de Nicolas III (cardinal-diacre de S. Lucia in Orthea)
- Giacomo Caetani Stefaneschi, auditeur de la Rote romaine (cardinal-diacre de S. Giorgio in Velabro)
- Francesco Caetani (cardinal-diacre de S. Maria in Cosmedin)
- Pietro Valeriano Duraguerra (cardinal-diacre de S. Maria Nuova)

## 4 décembre 1298
- Gonzalo Gudiel, archevêque de Tolède (cardinal-évêque de Albano)
- Teodorico Ranieri, archevêque de Pise (cardinal-prêtre de S. Croce in Gerusalemme)
- Niccolò Boccasini, O.P. (cardinal-prêtre de S. Sabina), futur pape Benoît XI
- Riccardo Petroni (cardinal-diacre de S. Eustachio)

## 2 mars 1300
- Leonardo Patrasso, archevêque de Capoue (cardinal-évêque d'Albano)
- Gentil de Montefiore, O.F.M. (cardinal-prêtre de S. Martino ai Monti)
- Luca Fieschi (cardinal-diacre de S. Maria in Via Lata)

## 15 décembre 1302
- Pedro Rodríguez, évêque de Burgos (cardinal-évêque de Sabina)
- Giovanni Minio da Morrovalle, O.F.M. (cardinal-évêque de Porto)

## Source
- Mirandas sur fiu.edu